# Jacques Antoine Delbreil de Scorbiac
Pour les articles homonymes, voir Delbreil.
Jacques Antoine Delbreil de Scorbiac ou d'Elbreil est un homme politique français né le 8 juillet 1765 à Montauban (Lot-et-Garonne) et décédé le 1er avril 1850 à Montauban.

## Biographie

### Vie de famille
Fils d'Olympe de Molières et de Dominique Delbreil, conseiller de la Cour des Aides de Montauban. Il est également de la même famille que Jean-Baptiste et Henri Delbreil qui ont été sénateurs. Son parrain Jacques de Molières, est ancien président de la cour des Aides.
En 1802, il épouse Coralie de Scorbiac, fille de Jean Jacques Maurice de Scorbiac, baron de Lustrac, et Marie Daliès de Caumont.

### Carrière politique
Il s'inspire de la carrière paternelle et est nommé avocat général à la cour des Aides de Montauban le 4 mai 1789. Il participe à l'assemblée de la noblesse du Quercy en 1789, où il défend des opinions royalistes. Il reste à l'écart de la vie politique durant la Terreur.
Administrateur du département en 1797. En 1799, après le coup d'Etat de Brumaire, il devient juge au tribunal de première instance de Montauban.
Il est membre du conseil municipal de Montauban, administrateur de l'hospice. Sous la Seconde Restauration, nommé au conseil général de Tarn-et-Garonne dès sa création en 1815, il en assure la présidence jusqu'en 1816.
La même année, il est élu député de ce département pour un mandat d'un an. Il siège dans la majorité de la Chambre introuvable et défend des idées royalistes. Il n'est pas réélu député et le gouvernement le nomme sous-préfet de Moissac en 1816. Il devient secrétaire général de la préfecture à Montauban, en 1820. La même année, il est élu député, et continue de défendre des idées en lien avec la défense de la monarchie. Réélu en 1822, jusqu'en 1824, date à laquelle il quitte le Parlement.

### Participation à des sociétés savantes
Il est membre de la Société des sciences et arts de Montauban.

### Mort
Retiré de la vie publique en 1830, il décède à Montauban le 31 mars 1850.

## Distinctions
Chevalier de la Légion d'honneur, du 27 février 1816.